# Česko Slovensko má talent (6. řada)
Šestá řada Česko Slovensko má talent odstartovala 4. září roku 2016 na TV JOJ. Televize Prima tuto řadu odvysílala až v repríze. V porotě zasedli Jaro Slávik, Jakub Prachař, Diana Mórová a Lucie Bílá, která se nemohla zúčastnit na 1. semifinále kvůli zdravotním problémům, a proto ji nahradil speciální porotce Michal Hudák, moderátory byli Milan Zimnýkoval a Marcel Forgáč. Řada měla celkem 16 dílů. Do semifinále postoupilo 8 soutěžících. Do finále pomocí zlatého buzzeru postoupili Sima Gážiková (zpěv), Katy a Paul (akrobacie), Adem (tanec), ACT 4 Slovakia (synchronizovaná cyklistika) a Tumar (taneční skupina). Vítězem se stala skupina ACT 4 Slovakia.

## Zlatý buzzer
Součástí této řady byl opět také zlatý bzučák, neboli zlatý buzzer. Pomocí Zlatého buzzeru mohou porotci a moderátoři poslat soutěžícího z castingu rovnou do finále. Každý porotce může dát Zlatý buzzer pouze jednomu soutěžícímu. Moderátoři mají jeden společný.

### Seznam soutěžících oceněných zlatým buzzerem
| Soutěžící      | Věk         | Žánr/Talent       | Původce         |
| -------------- | ----------- | ----------------- | --------------- |
| Sima Gážiková  | 28 let      | zpěv              | Lucie Bílá      |
| Katy a Paul    | 29 a 34 let | vzdušná akrobacie | Diana Mórová    |
| Adem           | 14 - 25 let | akrobacie         | Jaro Slávik     |
| ACT 4 Slovakia | 15 - 25 let | jízda na kole     | Jakub Prachař   |
| Tumar          | 18 - 34 let | akrobacie         | Junior a Marcel |

## Epizody
| #  | Díl                       | Premiéra      | Premiéra           | Ref.   |
| #  | Díl                       | Česko         | Slovensko          | Ref.   |
| -- | ------------------------- | ------------- | ------------------ | ------ |
| 1  | Castingy 1                | 19. září 2016 | 4. září 2016       | [ 1 ]  |
| 2  | Castingy 2                | —             | 7. září 2016       | [ 2 ]  |
| 3  | Castingy 3                | —             | 11. září 2016      | [ 3 ]  |
| 4  | Castingy 4                | —             | 14. září 2016      | [ 4 ]  |
| 5  | Castingy 5                | —             | 18. září 2016      | [ 5 ]  |
| 6  | Castingy 6                | —             | 21. září 2016      | [ 6 ]  |
| 7  | Castingy 7                | —             | 25. září 2016      | [ 7 ]  |
| 8  | Castingy 8                | —             | 2. října 2016      | [ 8 ]  |
| 9  | Castingy 9                | —             | 9. října 2016      | [ 9 ]  |
| 10 | Castingy 10               | —             | 16. října 2016     | [ 10 ] |
| 11 | Castingy 11               | —             | 23. října 2016     | [ 11 ] |
| 12 | Castingy 12               | —             | 30. října 2016     | [ 12 ] |
| 13 | Velký třesk               | —             | 6. listopadu 2016  | [ 13 ] |
| 14 | Semifinále 1              | —             | 13. listopadu 2016 | [ 14 ] |
| 15 | Rozhodnutí 1. semifinále  | —             | 13. listopadu 2016 | [ 15 ] |
| 16 | Semifinále 2              | —             | 20. listopadu 2016 | [ 16 ] |
| 17 | Rozhodnutí 2. semifinále  | —             | 20. listopadu 2016 | [ 17 ] |
| 18 | Velké finále              | —             | 27. listopadu 2016 | [ 18 ] |
| 19 | Rozhodnutí velkého finále | —             | 27. listopadu 2016 | [ 19 ] |